# Девочка у моей двери
«Девочка у моей двери» (кор. 도희야, англ. A Girl at My Door) — кинофильм режиссёра Джули Чун, вышедший на экраны в 2014 году.

## Сюжет
Инспектор Ли Юн Нам после неприятного инцидента получает перевод в маленький приморский городок, где должна возглавить местный полицейский участок. В новой обстановке она чувствует себя не в своей тарелке и много пьёт. Однажды она замечает 14-летнюю девочку, над которой издеваются одноклассники, а затем узнаёт, что ту регулярно избивают приёмный отец и его мать, часто находящиеся в состоянии алкогольного опьянения. Юн Нам вступается за Сун До Хи (так зовут девочку), которая быстро проникается доверием к новой знакомой, а после очередного избиения является к инспектору домой. Полицейская решает на время приютить подростка. Тем временем выясняется, что перевод Юн Нам был обусловлен тем, что её уличили в порочащей лесбийской связи...

## В ролях
- Пэ Ду На — инспектор Ли Юн Нам
- Ким Сэ Рон — Сун До Хи
- Сон Сэ Пёк — Пак Ён Ха
- Ким Чин Ку — Пак Чум Сун, мать Ён Ха
- Чан Хи Чин — Ын Чун, бывшая подруга Юн Нам
- Мун Сун Кын — Нам Кён Дэ, полицейский начальник в Сеуле
- Ким Мин Чэ — Чун Хо

## Награды и номинации
- 2014 — участие в программе «Особый взгляд» на Каннском кинофестивале.
- 2014 — участие в конкурсной программе Чикагского кинофестиваля.
- 2014 — приз «Алюминиевая лошадь» за лучший режиссёрский дебют (Джули Чун) на Стокгольмском кинофестивале.
- 2014 — премия «Голубой дракон» лучшей актрисе-дебютантке (Ким Сэ Рон).
- 2014 — две номинации на премию «Большой колокол»: лучший режиссёрский дебют (Джули Чун), лучшая актриса-дебютантка (Ким Сэ Рон).
- 2015 — Азиатская кинопремия за лучшую женскую роль (Пэ Ду На).
- 2015 — премия Paeksang Arts Awards за лучший режиссёрский дебют (Джули Чун), а также 4 номинации: лучший фильм, лучшая актриса (Пэ Ду На и Ким Сэ Рон), лучший актёр второго плана (Сон Сэ Пёк).